# Sonțeve, Troițke
Sonțeve (în ucraineană Сонцеве) este un sat în comuna Rozsîpne din raionul Troițke, regiunea Luhansk, Ucraina.